# 술이기
술이기(述異記)는 위진남북조 남제 때의 대표적인 지괴소설로서, 유송과 남제 때 수학자·천문역법가·과학자·문학가로 활약한 조충지(祖沖之, 429∼500)가 찬한 것으로 알려져 있다. ‘귀괴’ 중심의 전통적인 귀괴류 지괴소설의 특성을 고스란히 간직하고 있으며, 여기에 수록 고사의 참신성과 동시대성, 현실의 삶을 비유적으로 반영한 서사 수법, 간결한 문체, 후대 문학에 미친 영향, 인구에 회자되는 성어의 출처 등을 종합적으로 고려한다면, 조충지의 ≪술이기≫는 남제뿐만 아니라 남조 전체를 대표하는 지괴소설 가운데 하나로 새롭게 자리매김하기에 충분하다.

## 배경
≪술이기≫는 위진남북조 남제(南齊) 때의 대표적인 지괴소설(志怪小說)로서, 유송(劉宋)과 남제 때 수학자·천문역법가(天文曆法家)·과학자·문학가로 활약한 조충지(祖沖之, 429∼500)가 찬한 것으로 알려져 있다. 원서는 10권이었으나 남송 말에서 원나라 초에 망실된 것으로 보인다. 그 일문(佚文)이 여러 전적에 산재해 총 95조가 남아 있는데, 현재 남아 있는 일문을 통해 ≪술이기≫의 전체 면모와 내용을 파악할 수 있다.
일반적으로 지괴소설은 귀괴류(鬼怪類)·지리박물류(地理博物類)·도교류(道敎類)·불교류(佛敎類)로 나누는데, 이러한 분류는 해당 작품의 전체적인 내용의 경향성에 따른 것일 뿐이다. 대부분의 지괴소설에는 여러 부류의 고사가 함께 수록되어 있는 것이 사실이므로, 그중에서 가장 중심이 되는 내용성을 기준으로 분류하게 된다. 위의 분류 중에서 조충지의 ≪술이기≫는 귀괴류 지괴소설에 속하는데, 귀괴류 지괴소설은 귀신·요괴·이물·몽환·요징(謠徵)·점복 등을 주요 내용으로 하는 지괴소설을 말한다. 이는 위진남북조 지괴소설의 본류이자 정통이라 할 수 있다.
조충지 ≪술이기≫의 내용은 크게 다음의 몇 가지로 나눌 수 있다.
1. 재앙과 상서로움의 징조: 전체 고사 중에서 약 3분의 1을 차지하는데, 다른 지괴소설과 비교해 볼 때 비중이 상당히 높다. 여기에는 꿈[＜요장＞(제26조)], 점복[＜무당 진씨＞(제22조)], 요언(謠言)[＜평석성＞(제16조)], 동물들의 말[＜주휴지＞(제48조)], 자연현상의 변화[＜불타는 땅＞(제17조)] 등을 통한 암시나 예시가 포함된다. 이는 장시간 천문 관측과 역법 제작에 종사하면서 하늘의 징조와 땅의 응험에 민감했던 조충지의 개인적 관심사가 주로 반영된 것으로 파악된다.
2. 다양한 귀신의 세계: 전체 고사 중에서 약 3분의 1을 차지해 앞의 ‘재앙과 상서로움의 징조’를 묘사한 고사와 함께 ≪술이기≫의 중심 내용이 된다. 여기에는 원한에 복수하는 귀신[＜도계지＞(제53조)], 은혜를 알고 보답하는 귀신[＜흥진＞(제79조)], 어수룩해 사람에게 속임을 당하는 귀신[＜왕요＞(제57조)], 이승의 사람과 사랑을 나누는 귀신[＜최기＞(제82조)], 사당신[＜진민＞(제80조)] 등 다양한 형상의 귀신 이야기가 포함된다. 이 중에서 사람과 귀신의 사랑을 다룬 이른바 ‘인신연애(人神戀愛)’ 유형의 고사는 지괴소설의 전통적인 제재 가운데 하나로서, 수록된 고사는 많지 않지만 다른 고사에 비해 이야기의 구성이 짜임새 있고 작품성이 높은 것으로 평가된다.
3. 기타: 이 밖에도 ≪술이기≫에는 저승 이야기[＜영천 사람 유 아무개＞(제56조)], 변괴를 일으키는 요물 이야기[＜부양 사람 왕 아무개＞(제41조)], 호랑이로 변신한 사람 이야기[＜봉소＞(제13조)], 여자로 둔갑한 살쾡이 이야기[＜동일＞(제87조)], 총명한 누렁이 이야기[＜황이＞(제15조)], 선경(仙境) 이야기[＜동망산＞(제4조)], 불법(佛法) 이야기[＜호비지＞(제50조)] 등 전통적인 지괴 고사가 다양하게 수록되어 있다.